# Semiothisa vulpina
Semiothisa vulpina är en fjärilsart som beskrevs av W. Warren 1905. Semiothisa vulpina ingår i släktet Semiothisa och familjen mätare. Inga underarter finns listade i Catalogue of Life.